# Dmitrij Rybolovlev
Dmitrij Evgen'evič Rybolovlev (in russo Дмитрий Евгеньевич Рыболовлев?; Perm', 22 novembre 1966) è un imprenditore e dirigente sportivo russo, proprietario per due terzi della squadra di calcio del Monaco.
Nel 2024 occupa il 432º posto nella lista dei miliardari di Forbes con un patrimonio di 6,4 miliardi di dollari (era stato classificato 79° nel 2010, 119° nel 2012, 190° nel 2017 e 242º nel 2018 con un patrimonio di 6,8 miliardi). 
Vive a Monaco dopo aver comprato nel 2010 per 220 milioni di euro un attico nel residence di lusso La Belle Époque, in cui aveva vissuto il banchiere brasiliano Edmond Safra, morto nel 1999 per un incendio nell'appartamento. Nel 2013 ha comprato per 154 milioni di dollari dall'ereditiera Athina Russel Onassis l'isola greca di Skorpios per la figlia Ekaterina.

## Biografia

### Gli inizi
Figlio di due medici, si laurea anche lui in medicina e si specializza in cardiologia nel 1990 presso il Perm Medical Institute. Sono gli anni della perestrojka di Michail Gorbačëv che poi portano alla disgregazione dell'Unione Sovietica e ai grandi shock economici. Durante questo periodo Rybolovlev, che ha iniziato a lavorare nel servizio emergenza di cardiologia, entra nel mondo degli affari. Il primo progetto commerciale è nel settore medico: insieme al padre, Evgenij, fonda una società chiamata Magnetics che offre una forma di trattamento medico alternativo usando i campi magnetici sviluppati da Evgenij. Tuttavia, a causa del crollo delle economie pianificate dall'Unione Sovietica, le società pagano la ditta di Rybolovlev con prodotti a prezzi scontati anziché in contanti, costringendolo a trovare acquirenti per questi prodotti. Spesso queste rivendite di prodotti fruttano profitti molto alti. Secondo Forbes Magazine, durante questo periodo Rybolovlev guadagna il suo primo milione di dollari. 

### La ricchezza col potassio
Nel 1992 Rybolovlev apre una società di investimento nella regione di Perm. Due anni più tardi, nel 1994, fonda una banca e acquisisce partecipazioni in diverse società industriali di Perm', rivenendole in gran parte nel 1995 per concentrarsi in imprese nel settore del potassio, in particolare Uralkali. Nei successivi 15 anni riesce a svilupparla e a trasformarla in un'importante impresa globale. Secondo il quotidiano economico russo Vedomosti, nel 2000 consolida il controllo della società, cambia il team di gestione e pone come priorità il raggiungimento di un aumento della produttività del lavoro. Secondo Forbes, dal 2000 al 2007 la produttività del lavoro a Uralkali è cresciuta di 2,5 volte. 
Secondo la Reuters, nel 2005 Uralkali e il produttore bielorusso di potassio Belaruskali uniscono le loro attività commerciali in un unico operatore: la bielorussa Potaš Company (BPC), di cui Rybolovlev diventa amministratore delegato. Nei successivi tre anni, i prezzi del potassio aumentano di oltre cinque volte. Nel 2007 Uralkalis viene quotata alla Borsa di Londra in coincidenza con il forte aumento dei prezzi del potassio tanto da essere descritta dai giornali finanziari come una delle IPO russe di maggior successo di sempre.
Nel giugno 2010 Rybolovlev vende una partecipazione del 53% in Uralkali a un gruppo di investitori russi: Kaliha Finance Limited (Sulejman Kerimov, 25%) che paga in parte immediatamente ed in parte attraverso Bonds di HSBC HK Isin 93655 e 93656 del 28/ 29.02.2012, Aerellia Investments Limited (Alexander Nesis, 15%) e Becounioco Holdings Limited (Filaret Galčev, 13,2%). Il prezzo è di circa 5,3 miliardi di dollari. Sei mesi più tardi, in dicembre, Uralkali acquisisce il produttore di potassio Silvinit, formando così uno dei più grandi produttori al mondo di potassio. La fusione è completata nel luglio 2011, tre mesi dopo la cessione da parte di Rybolovlev del restante 10% delle sue azioni di Uralkali ad una società di proprietà di Alexander Nesis.

### L'acquisizione del Monaco
Nel dicembre 2011 il miliardario acquista il 66% del Monaco, la società di calcio monegasca all'epoca militante nella Ligue 2. E inizia, spendendo ingenti somme di denaro, una faraonica campagna acquisti con l'ingaggio anche dell'allenatore Claudio Ranieri con il quale il club vince la Ligue 2 nel 2013 e viene promossa in Ligue 1. Durante l'estate 2013, con una spesa di oltre 130 milioni di euro, intraprende una grande campagna acquisti ingaggiando campioni come Radamel Falcao, João Moutinho, Ricardo Carvalho e James Rodríguez. Nel 2017 arriva la vittoria in Ligue 1.

## Collezione d'arte
La collezione d'arte di Rybolovlev comprende dipinti di Paul Gauguin, Auguste Rodin, Amedeo Modigliani (Nudo su un cuscino blu), Pablo Picasso, Henri Matisse e Mark Rothko. È stato anche il proprietario di Salvator Mundi di Leonardo da Vinci fino a quando non è stato venduto alla casa d'aste Christie's per un prezzo totale di $ 450 milioni il 15 novembre 2017. Nel febbraio 2015 Rybolovlev è stato vittima di una complessa frode artistica presumibilmente perpetrata dal commerciante d'arte Yves Bouvier, che è stato incriminato con l'accusa di frode e complicità nel riciclaggio di denaro. Nel 2016 Rybolovlev è stato nuovamente al centro di una polemica dopo essere stato accusato di aver acquistato tre Picasso rubati dal mercante d'arte Olivier Thomas.

## Premi e riconoscimenti
Nel 2010 Rybolovlev è stato insignito dal patriarca Kirill dell'Ordine di San Serafino di Sarov di I classe per il finanziamento del restauro della Cattedrale della Natività della Santissima Madre di Dio nel convento di Začat'evskij. 

## Vita privata
Durante i suoi anni di studente sposa nel 1987 una sua compagna di studi, Elena. Dal matrimonio sono nate due figlie: Ekaterina nel 1989 e Anna nel 2001.
Nel dicembre 2008 Elena Rybolovleva chiede il divorzio parlando di "infedeltà seriale" del marito. Il 21 maggio 2014 il tribunale di Ginevra assegna all'ex moglie una cifra record di 4,8 miliardi di dollari, ridotti da una successiva sentenza a 564 milioni di franchi svizzeri. La battaglia per il divorzio diventa ancora più aspra quando Rybolovlev fa arrestare la ex moglie a Cipro con l'accusa di aver rubato un anello di diamanti del valore di 28 milioni di dollari; un'accusa che lei respinge dimostrando in seguito che l'anello le era stato donato dall'ex marito quando i due erano ancora sposati. Nell'ottobre 2015 le due parti comunicano di aver raggiunto un accordo privato riguardo alla somma da versare all'ex moglie.